# Infinite (álbum de Deep Purple)
Infinite es un álbum de la banda de rock Deep Purple, el vigésimo álbum de estudio de su carrera, publicado el 7 de abril de 2017.

## Lista de canciones
1. "Time for Bedlam" – 4:35
2. "Hip Boots" – 3:23
3. "All I Got Is You" – 4:42
4. "One Night in Vegas" – 3:23
5. "Get Me Outta Here" – 3:58
6. "The Surprising" – 5:57
7. "Johnny's Band" – 3:51
8. "On Top of the World" – 4:01
9. "Birds of Prey" – 5:47
10. "Roadhouse Blues" – 6:00 (cover de The Doors)

- Bonus tracks Versión Digital

1. "Paradise Bar" – 4:10
2. "Uncommon Man" – 6:58 (versión instrumental)
3. "Hip Boots" – 4:00 (ensayo, grabación de Ian Paice)
4. "Strange Kind of Woman" – 5:46 (en vivo en Aalborg)[4]

## Sencillos

### Time for Bedlam
1. "Time for Bedlam" – 4:36
2. "Paradise Bar" – 4:10
3. "Uncommon Man" (versión instrumental) – 6:58
4. "Hip Boots" (ensayo, grabación de Ian Paice) – 4:00

### All I Got Is You
1. "All I Got Is You"
2. "Simple Folk"
3. "Above And Beyond" (versión instrumental)
4. "Time For Bedlam" (primera toma)
5. "Highway Star" (en vivo en Aalborg)

### Limitless
1. "Time for Bedlam"
2. "All I Got Is You"
3. "All the Time in the World" (Radio Mix Version)
4. "First Sign of Madness"
5. "No One Came" (en vivo en Gaevle)
6. "Strange Kind of Woman" (en vivo en Wacken)
7. "Perfect Strangers" (en vivo en Tokio)
8. "Black Night" (en vivo en Milán)

## Componentes
- Ian Paice – batería
- Ian Gillan – voz, armónica
- Roger Glover – bajo
- Steve Morse – guitarra
- Don Airey – teclados